# Гриже (Жалець)
Гриже (словен. Griže) — поселення в общині Жалець, Савинський регіон, Словенія. 
Висота над рівнем моря: 290,6 м.